# Nagoya Challenger 1994
Il Nagoya Challenger 1994 è stato un torneo di tennis facente parte della categoria ATP Challenger Series nell'ambito dell'ATP Challenger Series 1994. Il torneo si è giocato a Nagoya in Giappone dal 18 al 24 aprile 1994 su campi in cemento indoor.

## Vincitori

### Singolare
Christophe Van Garsse ha battuto in finale  Leander Paes con il punteggio di 6–4, 6–3

### Doppio
Albert Chang /  Daniel Nestor hanno battuto in finale  Gilad Bloom /  Lars Rehmann con il punteggio di 6–7, 6–4, 6–4